# Chiesa di Santa Margherita (Cadrezzate con Osmate)
La chiesa di Santa Margherita Vergine e Martire è la parrocchiale di Cadrezzate, già comune autonomo e ora frazione-capoluogo del comune sparso di Cadrezzate con Osmate, in provincia di Varese ed arcidiocesi di Milano; fa parte del decanato di Sesto Calende.

## Storia
Non si sa esattamente quando sorse la primitiva chiesa di Cadrezzate; si sa, però, che nel 999 il paese passò sotto la giurisdizione dell'arcivescovo di Milano e fu inserito nella pieve di Brebbia.
Da un documento del XIV secolo s'apprende che la chiesetta era dedicata non solo a santa Margherita, ma anche a tutti gli altri santi, seguendo un'usanza diffusa in oriente.
Nel 1398 risultava che la cappellania di Cadrezzate era, nella pieve di Brebbia, quella con una rendita maggiore.
Se nel XVI secolo Cadrezzate divenne parrocchia autonoma, la chiesa si presentava ancora nella sua antica forma, di esigue dimensioni e con annesso il cimitero; presentava anche un campanile e un portico laterale sotto il quale era collocato un altare la cui titolare era santa Liberata
Il 7 aprile 1761 gli abitanti del paese incontrarono alla curia vescovile di Milano la richiesta ufficiale di poter ampliare la chiesa; due anni dopo il parroco don Michel Angelo Tiberino annotava che il coro era stato rifatto, che si dovevano completare la volta e le cappelle laterali e che, una volta finiti i lavori, la chiesa sarebbe stata lunga ventotto braccia, larga dieci e alta quindici.
Nella relazione della visita pastorale del 1748 dell'arcivescovo Giuseppe Pozzobonelli si legge che il clero a servizio della cura d'anime era costituito dal solo parroco, che i fedeli erano 361 e che nella chiesa vi erano cinque altari, quattro dei quali dovevano ancora essere completati e dedicati a sant'Antonio da Padova, al Crocifisso, alla Madonna della Cintura e a san Giuseppe.
Tra la fine del XIX secolo e il 1913 la parrocchiale fu oggetto di un intervento di ampliamento, che comportò la realizzazione della navata destra e il rifacimento dell'abside; nel 1923 il pittore Gino Giuliani procedette alle decorazione della volta.
Nel 1946 la chiesa passò dal vicariato di Besozzo a quello di Angera, per poi essere aggregata a quello di Sesto Calende tra il 1971 e il 1972.

Tra il 1976 e il 1977 la chiesa venne ampliata e restaurata tra il 2002 e il 2004.

## Descrizione
La chiesa si presenta a tre navate, la centrale delle quali è suddivisa in tre campate da dei costoloni e presenta un dipinto inserto in un cartiglio; ai lati sono presenti delle lesene doriche sorreggenti un fregio caratterizzato da una modanatura abbellita con ovuli e con dentelli; l'aula termina con il presbiterio di forma quadrangolare, chiuso dell'abside semicircolare.